# Кулинцев, Даниил Денисович
Даниил Денисович Кулинцев (эст. Daniil Kulintsev; 21 июля 2002, Нарва, Эстония) — эстонский и финский хоккеист, защитник.

## Биография
С раннего возраста занимался хоккеем в Финляндии в системе «Таппары». Выступал за молодежные команды клубов «СайПа» и ЮП. В 2023 году заключил контракт с коллективом Альпийской хоккейной лиги «Брегенцвальд». Вместе с Кулинцевым за него также играют его соотечественники Эрик Эмбрих и Роберт Осипов, а тренирует команду бывший наставник эстонской сборной Юсси Тупамяки.

### Сборная
Выступал за юниорскую сборную Эстонии, был капитаном молодежной национальной команды страны. В 2022 году впервые сыграл за сборную Эстонии на мировом первенстве: он принял участие в матчах группы «Б» Первого дивизиона чемпионата мира по хоккею с шайбой в Польше. По мнению защитника «балтийцев» Александра Осипова Кулицев стал на турнире светлым лучиком надежды, добавляя по ходу скоротечного розыгрыша и чувствуя себя более уверенно от игры к игре.